# كاف (حديبو)

تعديل مصدري - تعديل

كاف هي إحدى قرى مديرية حديبو التابعة لمحافظة سقطرى، بلغ تعداد سكانها 26 نسمة حسب تعداد اليمن لعام 2004.